# 阿泰萨
阿泰萨是意大利阿布鲁佐大区基耶蒂省的一个镇。